# Fré Meis
Frederik (Fré) Meis (Oude Pekela, 17 november 1921 - Groningen, 15 december 1992) was in de tweede helft van de twintigste eeuw een voorman van de Communistische Partij van Nederland (CPN) in de Nederlandse provincie Groningen.

## Leven en werk
Meis, afkomstig uit een communistisch arbeidersgezin, was een zoon van de strokartonarbeider Michiel Meis en van Trientje Bruintjes. Op zijn negende jaar werd hij door zijn vader ingeschakeld bij stakingsactiviteiten en fungeerde hij als poster bij de fabriekspoort. Na de lagere school werkte Meis als land- en fabrieksarbeider. Tijdens de Tweede Wereldoorlog werd hij in het kader van de werkverschaffing ingezet en werd hij gedwongen om voor de Duitsers te werken bij de aanleg van bunkers op het eiland Borkum en op vliegbasis Wittmundhafen. Direct na de Tweede Wereldoorlog sloot hij zich aan bij de CPN, uit bewondering voor de rol die deze partij had gespeeld in het verzet. Vanaf 1946 zat hij voor de CPN in de gemeenteraad van Winschoten; ook schreef hij voor De Waarheid. Later zat hij voor de CPN in de Tweede Kamer, de Provinciale Staten van de provincie Groningen en gemeenteraad van de gemeente Groningen. Hij was tevens lid van het landelijk partijbestuur en het dagelijks bestuur van de CPN.
Daarnaast was Meis actief binnen de Eenheids Vakcentrale (EVC). Hij werd vakbondsbestuurder en leidde in de jaren vijftig en zestig van de 20e eeuw meerdere stakingen in de havens van Rotterdam en Amsterdam. Vanaf 1968 verlegde hij zijn actieradius naar Oost-Groningen. Hij leidde er grote stakingen bij strokartonfabrieken als De Vrijheid in Veendam en De Union in Oude Pekela. Hij was een van de initiatiefnemers van het Volkscongres Groningen, dat bedoeld was om het verzet te bundelen tegen de economische achterstelling van Groningen. Ook was hij een fel tegenstander van het Plan Kikkert, een plan van het Tweede Kamerlid Henk Kikkert (CHU) om een groot militair oefenterrein aan te leggen in Westerwolde.
Na het beëindigen van zijn politieke werkzaamheden in 1978 richtte Meis zich op advieswerk aan bejaarden. Hij hield spreekuren voor ouderen en hielp hen bij financiële zaken. Toen de CPN in de jaren 80 afstand deed van haar oude beginselen sloot hij zich aan bij het Horizontaal Overleg van Communisten (HOC). Bij de scheuring tussen HOC en CPN bleef hij lid van zijn partij. In 1991 trad hij bij de Provinciale Statenverkiezingen nog op als lijstduwer voor Groen Links, waarin de CPN was opgegaan. Het jaar daarop verliet hij deze partij echter.
In 1987 publiceerde Meis het eerste deel van zijn memoires, Veertig jaar actie. Een aangekondigd vervolg op dit eerste deel is nooit verschenen. In 2002 verscheen de biografie Fré Meis. Handelsreiziger in revoluties. Ook werd in 2002 een documentaire gemaakt over Fré Meis met als titel Woorden van beton.

## Persoonlijk
Meis trouwde in 1943 met Christina Bakker. Uit dit huwelijk werd een zoon geboren. Meis overleed in december 1992 op 71-jarige leeftijd in zijn woonplaats Groningen aan een hartstilstand.

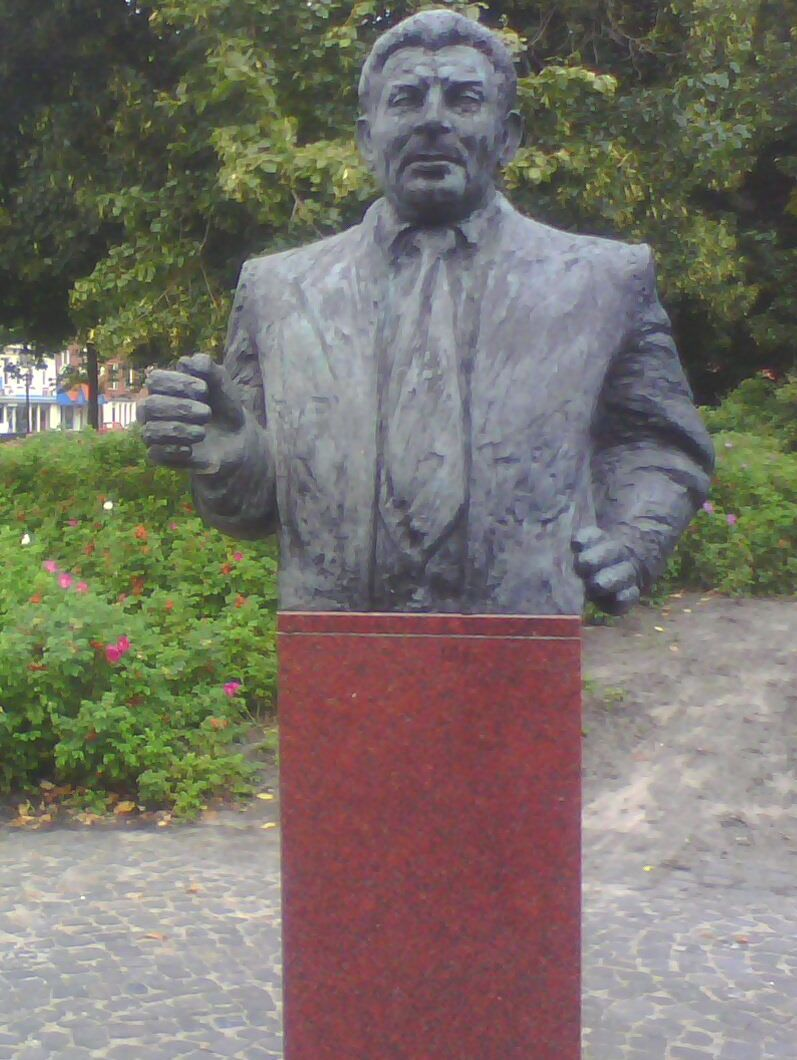
Monument voor Fré Meis in Oude Pekela (2002, Christine Chiffrun)
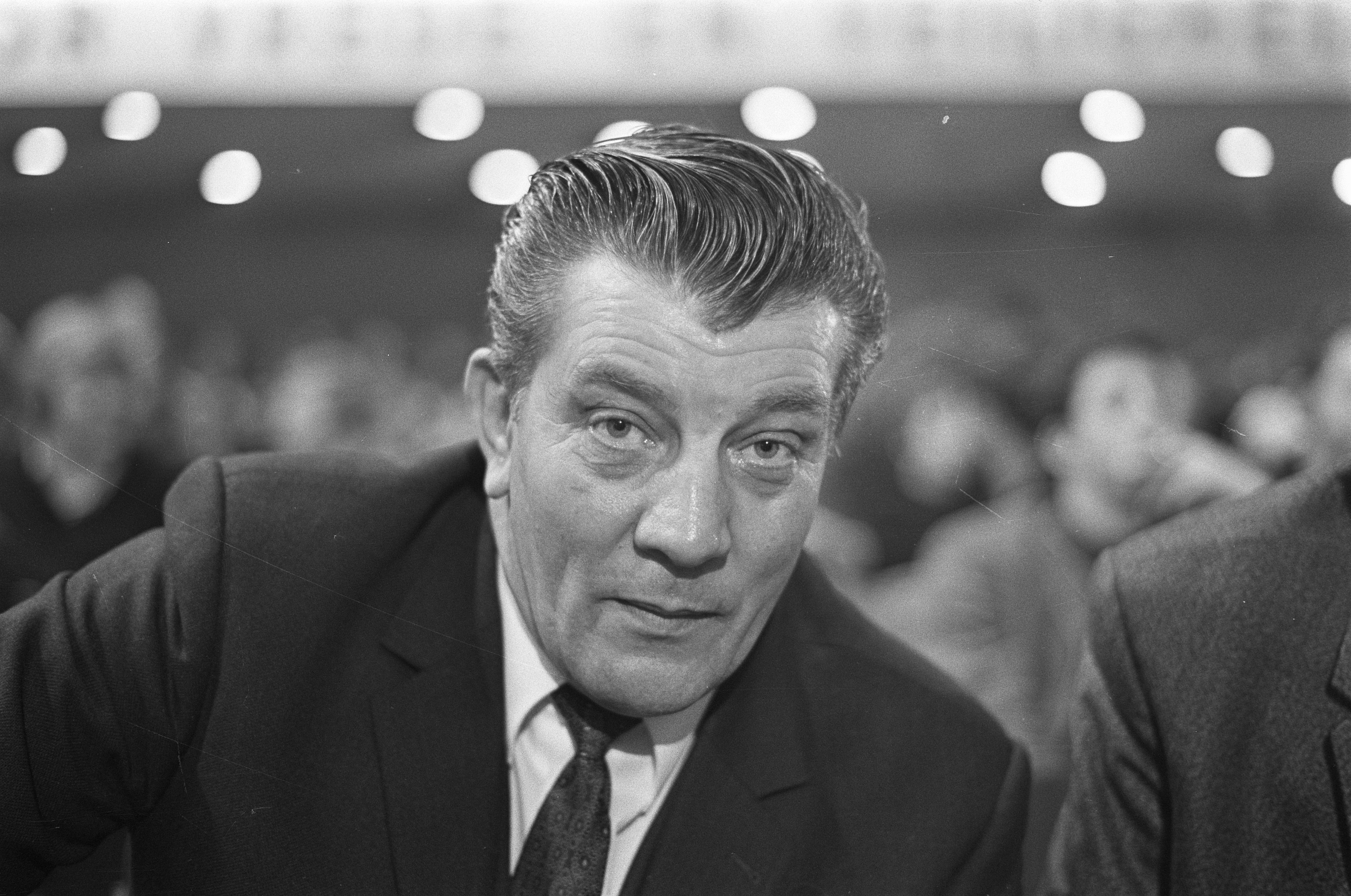
Fré Meis in 1970 op het CPN-congres